# Erica aggregata
Erica aggregata är en ljungväxtart som beskrevs av Wendl. Erica aggregata ingår i släktet klockljungssläktet, och familjen ljungväxter. Inga underarter finns listade i Catalogue of Life.